# Barubria
Barubria is een monotypisch geslacht van korstmossen behorend tot de familie Byssolomataceae. Het bevat alleen de soort Barubria fuscorubra.